# 山名氏之
山名 氏之（やまな うじゆき）は、南北朝時代から室町時代の武将、守護大名。伯耆守護。父は山名師義、兄に義幸、弟に義熙、満幸。子に熙之。養父（叔父）に山名時義、義兄弟（従弟）に時熙。通称は隠岐二郎、官位は右馬頭、隠岐守、大膳大夫。
康応元年/元中6年（1389年）に惣領だった叔父時義が亡くなると伯耆の守護職を継承した。しかし翌明徳元年/元中7年（1390年）、山名家中の家督争いに介入した3代将軍足利義満によって氏之・時熙兄弟に討伐令が下ると、氏之は弟の満幸によって本拠地の伯耆に攻め込まれ没落、備後へ逃れ伯耆は満幸に奪われた。更に翌年の明徳2年/元中8年（1391年）、京都へ密かに戻った氏之らは清水寺にて義満と対面し赦免され、明徳の乱で叔父の氏清が戦死、満幸が没落すると再び伯耆守護職に就任した。
明徳4年（1393年）1月4日に伯耆守護職に就いた氏之は以後応永年間末期まで約30年間在職した。この間に発給された文書の多くは今もなお現存しており、氏之は守護代に佐々木信濃入道や田原清高などを任命して分国の統治を行った。晩年の氏之は法名の「源賛」を名乗るようになり、応永31年（1424年）10月23日に久米郡定光寺に「伯耆国久米郡在庁富成跡」を寄進したのを最後に没したものと見られる。ちなみに子の熙之には家督を譲らず、孫の教之に直接譲ったことが明らかになっている。
氏之はよく「氏幸」とも表記されることがあるが、当時の文書や史料には「氏之」と記されている。例として挙げるならば応永4年（1397年）の『三宝院文書』所収「山名氏之遵行状」などがあり、時代は下るが天文18年（1549年）の成立とされる『光源院文書』の「伯州山名代々次第」にも「大膳大夫氏之」と記されている。加えて氏之以降の伯耆山名一族が「之」を通し字としていることも踏まえると「氏之」の表記の方が本来の姿に近いものと思われる。